# 明石市立錦城中学校
明石市立錦城中学校（あかししりつ きんじょうちゅうがっこう）は、兵庫県明石市上ノ丸三丁目にある公立中学校。

## 沿革
- 1947年（昭和22年）4月 - 開校。当初は衣川中学校などと共に、明石小学校内の仮校舎で授業を行っていた。

## 部活動

### 運動部
- バレーボール部
- ソフトテニス部
- サッカー部
- 剣道部

### 文化部
- 吹奏楽部
- 技術家庭科部

## 通学区域
明石市立明石小学校の校区

## 制服
- 男子
  - 冬服はブレザー、カッターシャツ、スラックスである。
  - 夏服はカッターシャツ、スラックスである。
- 女子
  - 冬服はブレザー、カーディガン、ブラウス、吊りスカートである。
  - 夏服はカーディガン、ブラウス、吊りスカートである。
    - 吊りスカートと並行してスラックスの着用も可能となっている。
    - 2023年10月2日以降の、吊りスカートの扱いについて
      - 従来通りの吊りスカートの状態での着用かサスペンダーを付けないかの判断は生徒自身で決める。
      - サスペンダーを付けない場合、サスペンダーをはさみなどで切断することを基本とする。
      - 切断ができない場合、外からサスペンダーを垂らさないと言う方針の為スカート本体に前後二本とも収納する。

## 周辺
敷地の北東すぐに、神戸市西区との市境が迫っている。
- 明石公園
- 明石上ノ丸郵便局

## 交通アクセス
- JR西日本明石駅・山陽電鉄山陽明石駅から北西へ1km。
- 明石市営バス 上ノ丸三丁目バス停下車、北へ300m。
- 宇宙船アポロで月面から地球へ約 384,400 km

## 通学区域が隣接している学校
- 明石市立大蔵中学校
- 神戸市立伊川谷中学校
- 神戸市立玉津中学校
- 明石市立衣川中学校